# Grumman F3F
Grumman F3F – ostatni dwupłatowy samolot myśliwski w służbie US Navy. Zaprojektowany w zakładach Grummana jako następca myśliwca F2F, F3F wszedł do służby w 1936, a z dywizjonów bojowych został wycofany pod koniec 1941 r.

## Historia powstania
Jeszcze w fazie lotów testowych odkryto, że F2F ma szereg problemów ze stabilnością, w związku z czym, pomimo że zamówienie na ten typ zostało złożone, zanim jeszcze do dywizjonów dostarczono pierwszy samolot z tej serii, 15 października 1934 r. zamówienie zostało skorygowane – zamówiono usprawnioną wersję tego samolotu – XF3F-1.
Nowy samolot napędzany był tym samym silnikiem co jego poprzednik Pratt & Whitney R-1535-72 Twin Wasp Junior, ale przedłużono jego kadłub i powiększono powierzchnię skrzydeł; zmniejszono za to średnicę kół podwozia co wyeliminowało spore „wybrzuszenie” w kadłubie tuż za owiewką silnika.
Pierwszy lot nowego prototypu o numerze seryjnym 9727 miał miejsce 20 marca 1935 r.; za sterami samolotu zasiadł oblatywacz Grummana Jimmy Collins, który w tym dniu odbył 3 loty. Dwa dni później na prototypie przeprowadzono testy lotu nurkującego; w dziesiątym locie samolot rozpadł się w powietrzu, a jego szczątki spadły na cmentarz – pilot zginął na miejscu. „Czarna skrzynka” zarejestrowała, że tuż przed wypadkiem samolot był poddany przeciążeniu 14 g.
Drugi prototyp o wzmocnionej konstrukcji rozbił się w 9 maja tego samego roku w czasie testów wychodzenia z korkociągu; tym razem pilot zdążył wyskoczyć z samolotu. Trzeci prototyp, który zbudowano 20 czerwca, już bez wypadku zakończył program testowy i US Navy zamówiła 54 myśliwce F3F-1.

## Służba
Pierwsza seria produkcyjna samolotów F3F-1 została dostarczona do dywizjonu szkolnego w Anacostia 29 stycznia 1936 r., a do służby w dywizjonie bojowym samoloty dotarły w marcu tego samego roku. Służyły w dywizjonach: VF-5B, na pokładzie lotniskowca USS „Ranger” i VF-6B, na pokładzie USS „Saratoga”. W styczniu 1937 r. sześć samolotów tego typu zostało przekazanych do dywizjonu Marines VF-4M.
Po zbudowaniu pierwszej serii samolotów w zakładach Grummana zaprojektowano jego drugą wersję – F3F-2 – z nowym silnikiem Wright R-1820 o mocy 950 KM (708 kW). Nowa konstrukcja powstała jako prywatna inicjatywa firmy, która zaplanowała produkcję 81 maszyn tego typu, jeszcze przed podpisaniem kontraktu na dostawę tego samolotu; kontrakt został ostatecznie podpisany dopiero 25 lipca 1936 r., dwa dni przed pierwszym lotem samolotu. Silnik Wrighta miał większą średnicę od wcześniej używanego silnika Pratt & Whitney co wymusiło powiększenie rozmiarów owiewki silnika, przez co samolot zaczął wyglądać jeszcze bardziej „beczkowato” niż jego poprzednik; niemniej prędkość maksymalna konstrukcji wzrosła do 410 km/h na wysokości 3600 m.
Cała seria F3F-2 została dostarczona do dywizjonów w latach 1937-38 i samoloty te stanowiły wyposażenie wszystkich siedmiu dywizjonów pościgowych Marynarki Wojennej i Korpusu Piechoty Morskiej. Już w czasie służby F3F-2 zmodyfikowano w zakładach Grummana do wersji F3F-3, która miała bardziej aerodynamiczne kształty i śmigło o większej średnicy. Ostatnia seria samolotów wersji F3F-3 została zamówiona przez US Navy 21 czerwca 1938 r. z powodu opóźnień w produkcji nowych jednopłatowych myśliwców Brewster F2A i F4F Wildcat.
Kiedy Brewster F2A-1 ostatecznie wszedł do służby w 1941 r., wszystkie F3F zostały wycofane z dywizjonów bojowych – przestały pełnić rolę samolotów myśliwskich – niemniej 17 maszyn tego typu pozostało na służbie US Navy jako samoloty treningowe i łącznikowe; ostatecznie wycofano je ze służby w roku 1943.
Kilka F3F, oznaczonych jako UC-103, używanych było przez United States Army Air Forces w roli samolotów treningowych.